# Pteronarcys californica
Pteronarcys californica is een steenvlieg uit de familie Pteronarcyidae. De wetenschappelijke naam van de soort is voor het eerst geldig gepubliceerd in 1848 door Newport.